# Opalinata
Opalinata су група ендобионтних (коменсалних или паразитских) протиста, које карактерише присуство много трепљи на површини ћелије и дволанчана завојница (од микротубула) на прелазу кинетозома у трепљу. Формирају цисте. Поједине врсте имају значај као паразити кичмењака.